# ケルスティン (小惑星)
ケルスティン (842 Kerstin) は小惑星帯にある小惑星。マックス・ヴォルフが1916年にハイデルベルクのケーニッヒシュトゥール天文台で発見した。